# Maniquí

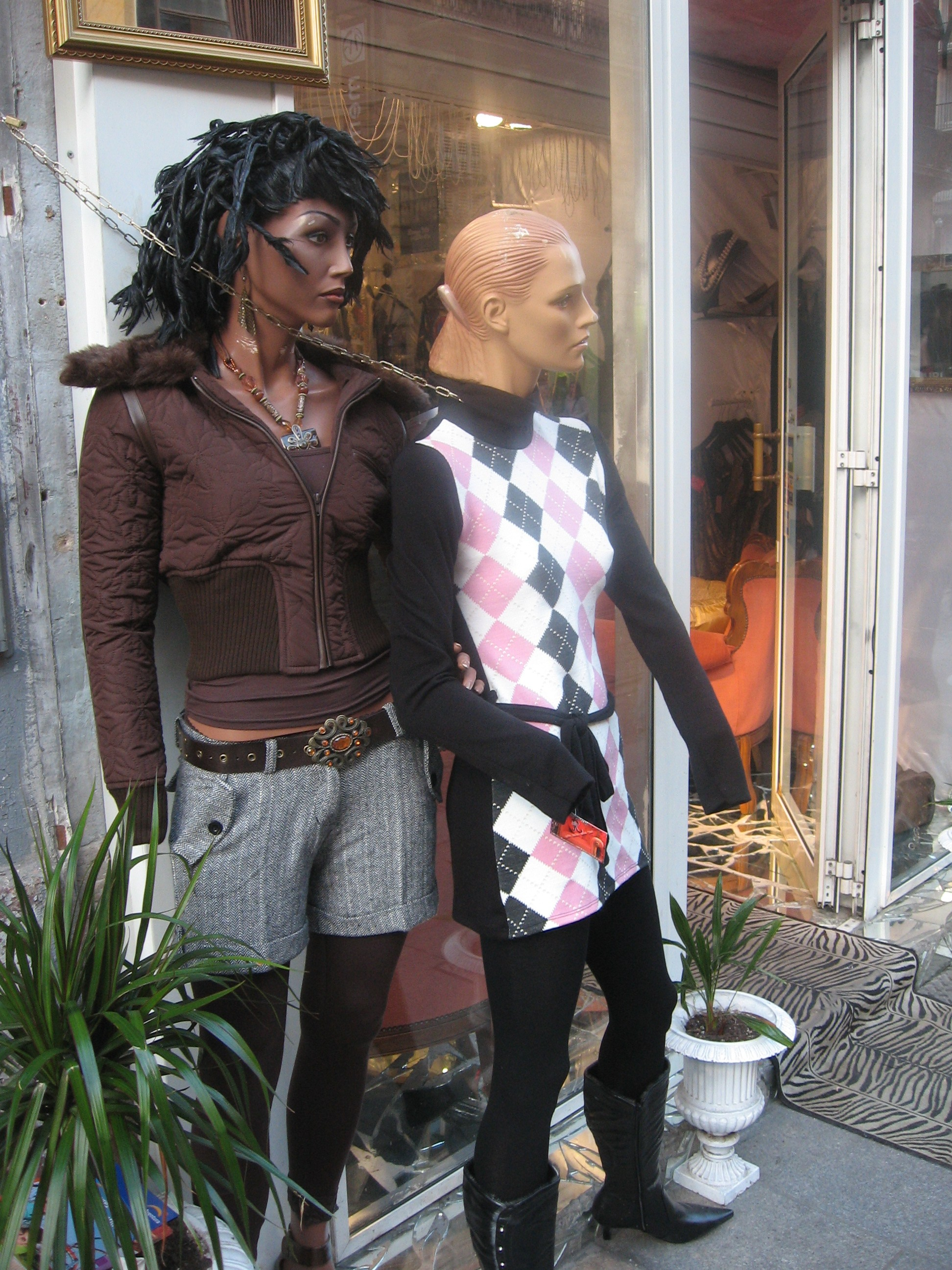
Maniquíes con prendas femeninas en la fachada de una tienda.

Un maniquí (del flamenco manneken, que significa 'hombre pequeño') es un modelo articulado del cuerpo humano usado por los artistas y por los escaparatistas.
En muchas ocasiones es una figura articulada de tamaño natural usada específicamente para exhibir ropa en el escaparate o en el interior de un establecimiento comercial. Estos modelos sirven especialmente para demostrar el arreglo de la ropa.

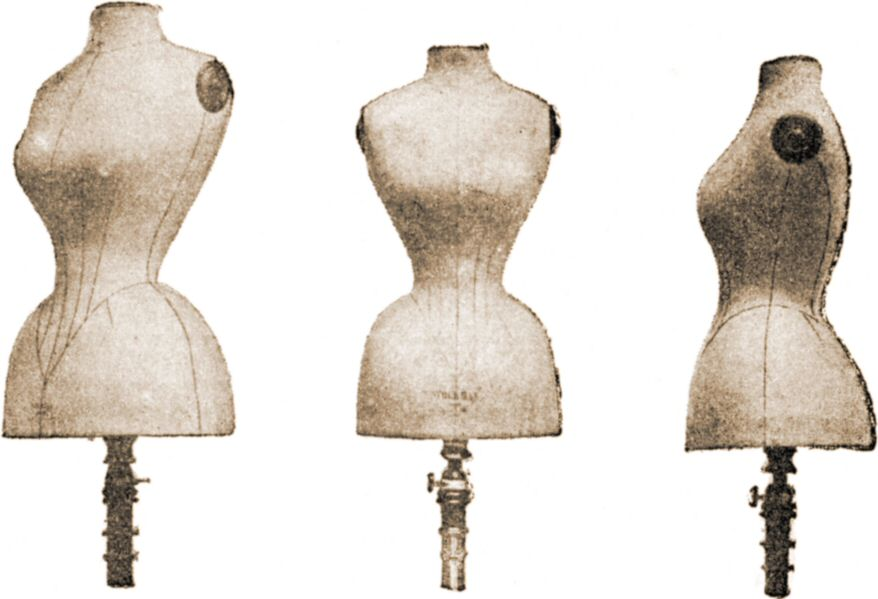
Maniquíes de costura de 1893.

También se conoce como maniquí o «maniquí de costura» el modelo tridimensional, generalmente solo del torso, para probar las prendas de vestir que se están confeccionando. Así puede verse cómo quedaría la prenda en una persona y se pueden hacer las correcciones necesarias. Algunos de estos maniquíes se realizaban con las medidas corporales de personas concretas.
Además, existen diferentes tipos de maniquíes utilizados para diferentes disciplinas, tales como las artes plásticas y gráficas, que utilizan modelos y maniquíes de madera del cuerpo humano para enseñar a los estudiantes sobre las proporciones del cuerpo humano, o de las manos en específico. 
A su vez, existen maniquíes de cabeza con cabello sintético o natural para ayudar a los estudiantes de peluquería a practicar en maniquíes mientras adquieren los conocimientos básicos y seguridad para trabajar con personas reales. Estos maniquíes se conocen en la industria del estilismo o embellecimiento estético como cabezotes.